# 누르타이 아비카예프

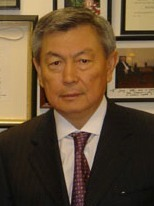
누르타이 아비카예프

누르타이 아비카예비치 아비카예프(카자흐어: Нұртай Әбіқайұлы Әбіқаев, 러시아어: Нуртай Абыкаевич Абыкаев, 1947년 5월 15일 ~ )는 카자흐스탄의 정치인, 외교관이다. 카자흐스탄 국가 보안 위원회 의장이자 소장이다.

## 같이 보기
- 카자흐스탄 의회